# Кетрин Ештон
Баронеса Кетрин Ештон (енгл. Catherine Ashton; Апхоланд, Уједињено Краљевство, 20. март 1956) је британска политичарка. Пореклом је из радничке класе, преци су јој по традицији били рудари у рудницима угља. Године 2009, на самиту 27 земаља Европске уније у Бриселу, изабрана је на функцију високе представнице Европске уније за спољну политику и безбедност. Ова функција је, према Лисабонском уговору, спојена са функцијом потпредседника Европске комисије.
Пре ступања на ову функцију, била је комесар за трговину у Европској комисији.
Живи у Лондону са супругом Питером Келнером. Мајка је двоје деце.